# Леонтий (узурпатор)
Леонтий (лат. Leontius) — восточно-римский император-узурпатор в 484—488 годах.
Леонтий по происхождению был сирийцем. Он родился в ликаонском городе Далисанда. В правление императора Зенона Леонтий был назначен на должность военного магистра Фракии.
В 484 году известный византийский полководец Илл поднял восстание против Зенона. Тогда император послал Леонтия с армией против Илла, но тому удалось убедить Леонтия перейти на его сторону. Зенон не был популярен среди населения Константинополя, потому что он был по происхождению исаврянином и считался варваром. Поэтому Илл, бывший также исаврянином, решил возвести на престол не себя, а Леонтия.
Коронация Леонтия состоялась в Тарсе 19 июля 484 года. Этот день был выбран по совету некоторых астрологов, посчитавших его благоприятным. В это время вдовствующая императрица Элия Верина разослала письма в Восточный и Египетский диоцезы с увещеванием присоединиться к Леонтию, что придало его власти легитимности. Затем, 27 июля, Леонтий прибыл в Антиохию. В некоторых местах он даже успел назначить должностных лиц и начать чеканку монет.
Вскоре армия Зенона, состоящая из римлян и остготов, под командованием Теодориха Амала и Иоанна Скифа, победила войско узурпатора близ Антиохии 8 августа. Илл и Леонтий были вынуждены укрыться в крепости Папурий, где они продержались четыре года. В 488 году крепость пала в результате предательства. Леонтий был приговорен к смерти и обезглавлен в Селевкии-на-Каликадне, а его голова была отправлена Зенону. Известно, что Леонтий был приверженцем Халкедонской церкви. Одним из его сторонников был философ и астролог Пампрепий.